# Leptogaster suleymani
Leptogaster suleymani là một loài ruồi trong họ Asilidae. Leptogaster suleymani được Hasbenli & Candan & Alpay miêu tả năm 2006. Loài này phân bố ở vùng Cổ Bắc giới và châu Á.